# Banco Central da República Argentina
O Banco Central da Argentina ( BCRA ) é o órgão do sistema financeiro da Argentina, encarregado da política monetária do país.

## História
Foi criado em 1935, sob o governo de Agustín Pedro Justo, através das leis 12.155 a 12.160, promulgadas em 28 de maio. O Banco Central entrou em operação em 6 de junho daquele ano como uma entidade mista, cujo capital era composto igualmente pelo Governo Nacional, e a outra metade por bancos nacionais e estrangeiros estabelecidos no país.
Ele foi nacionalizada 25 em março de 1946 por um decreto assinado pelo presidente Edelmiro Farrell.
A ditadura militar de Pedro Eugenio Aramburu modificou, entre outros, o estatuto orgânico do Banco Central, através do decreto lei 13.126/1957. Os objetivos desta reforma eram liberalizar o sistema financeiro, eliminar a nacionalização de depósitos e a atribuição de crédito pelo Banco Central.
Em 1976, após a tomada do poder da ditadura militar liderada por Jorge Rafael Videla, o economista Adolfo Diz foi nomeado chefe do Banco Central, que permaneceria no cargo até 1981. Nesse período, foi implementado um sistema de desvalorização programada, apelidado de "la tablita" em referência à tabela de datas que indicava os valores cambiais a seguir.
Durante o governo de Raúl Alfonsín houve quatro presidentes no BCRA. Em Junho de 1985, o governo lançou o plano Austral para conter a inflação. O plano funcionou bem no início, mas terminou com o ressurgimento da inflação em 1988 e no ano seguinte o país entraria na hiperinflação.
Durante a presidência de Carlos Menem iniciou-se um período de instabilidade no Banco Central, em 1991 foi aprovada a Lei da Conversibilidade (lei nº 23.928), pela qual a partir de 1º de janeiro de 1992, um peso equivalia a um dólar norte-americano.
Após a crise de 2001, o governo interino de Eduardo Duhalde nomeou Mario Blejer como presidente do BCRA, que renunciou cinco meses depois devido à "falta de garantias para reestruturar o sistema financeiro" e pela sua posição a favor da dolarização da economia que não foi partilhada pelo governo.
Durante a presidência de Mauricio Macri, uma das primeiras medidas do governo Macri foi acabar com o “Cepo”. Foi aplicado um esquema de metas de inflação, utilizando a taxa de juros para tentar controlar a inflação. Devido à instabilidade cambial, se reintroduziu o “Cepo” com limite de 10.000 USD por mês.
Durante a presidência de Alberto Fernández, o “Cepo” foi mantido e foi acrescentado um imposto de 30% à compra de moeda estrangeira, conhecido como: Imposto PAIS. Em setembro de 2020, as restrições cambiais foram aumentadas através de uma série de novos requisitos para poder ter acesso à compra de moeda estrangeira. Isso gerou oito dias úteis de “feriado cambial”, em que os bancos não venderam dólares para se adaptarem às novas regulamentações.
Em 2023, Javier Milei tomou posse como presidente, e as suas propostas de governo incluem a adoção do dólar americano e, consequentemente, o encerramento do banco central. No entanto, em abril de 2024 reconheceu que o plano de dolarização da economia não foi implementado por medo de impeachment.

## Regulamentação
A Carta Orgânica que rege o Banco Central da República Argentina (Lei 24.144) define em seu artigo 1º o banco central como uma entidade autônoma do Estado nacional.
No artigo 3, enumera os objetivos desta Instituição:  “O banco visa promover, na extensão de seus poderes e dentro do quadro das políticas estabelecidas pelo governo nacional, estabilidade monetária, estabilidade financeira, emprego e desenvolvimento econômico com equidade social.” 
A estabilidade monetária é o objetivo principal do Banco Central. O foco central desta instituição é fortalecer nossa moeda, alcançando inflação de acordo com parâmetros internacionais. Por sua vez, a estabilidade financeira será a maneira pela qual o Banco Central poderá contribuir para o objetivo final de sua missão.